# Shruti
Shruti (do Sânscrito "aquilo que é ouvido") é um cânon de escrituras hindus. Não data a um período particular, mas atravessa a história inteira do Hinduísmo, começando com os textos mais antigos conhecidos, com alguns Upanishads mais recentes chegando até os tempos modernos.
Shruti é dito de não ter autor; ao invés, acredita-se que tem gravações divinas dos "sons cósmicos da verdade", ouvidos por rishis.
Existem vários modos, que competem entre si, de definir Shruti. É mais comummente definido como sendo composto pelos quatro Vedas:
- Rig-Veda Sabedoria dos Hinos de Louvação
- Atharva-Veda Sabedoria das Fórmulas Mágicas
- Sama-Veda Sabedoria das Melodias
- Yajur-Veda Sabedoria das Fórmulas Sacrificiais

Algumas sub-divisões dentro das escrituras, como os Aranyakas, Brahmanas, e Upanishads, pertencem ao conjunto de trabalhos distintamente chamados de Shruti. Em adição, o Mahabharata (um Itihasa, ou "História", "Épico", também parte da classe das "escrituras amigáveis") é considerado Shruti por alguns e é, algumas vezes, chamado de 'quinto' Veda. Às vezes, o Bhagavad Gita, um capítulo do Mahabharata, é separadamente considerado digno da "posição" de Shruti.

## Significado Filosófico
As principais escolas filosóficas hindus, e em especial a escola advaita na linha de Shankara consideram os shruti como as fontes de formas e ideias primordiais, onipresentes e que dispensam interpretação.
Um conceito fundamental como sentimento de amor (sânscrito, kama) dispensa qualquer tipo de inferência, por ser um conceito fundamental e é descrito como tal nos shrutis.
Em contrapartida, a literatura denominada smirti são inferências feitas a partir de ideias e formas primordiais, que adjetivam os shrutis, podendo ser até mesmo contraditórias, mas que continuam verdadeiras caso não neguem o shruti.
Por exemplo, pode-se adjetivar o amor como materno, filial, mundano, espiritual, temporário, que são inferências feitas sobre o aforismo amor, que são válidas enquanto não o neguem ou anulem.
Já inferências como amor esférico, azul, gordo, nitrogenado, adjetivam o amor de forma ilógica que podem anular o sentido da ideia, sendo portanto inferências não válidas.
Toda a literatura sagrada hindu é bastante esotérica, requerendo estudos e qualificação para a interpretação. No hinduísmo parte-se da premissa que o conhecimento espiritual é um segredo e um mistério, que jamais pode ser proselitizado.
Não existe a escritura “revelada” como compreendida nas crenças ocidentais, mas textos inertes por expressar apenas conceitos e formas universais, os shrutis e textos dinâmicos que são adjetivações constantes dos shrutis, os smirtis.